# Tonture

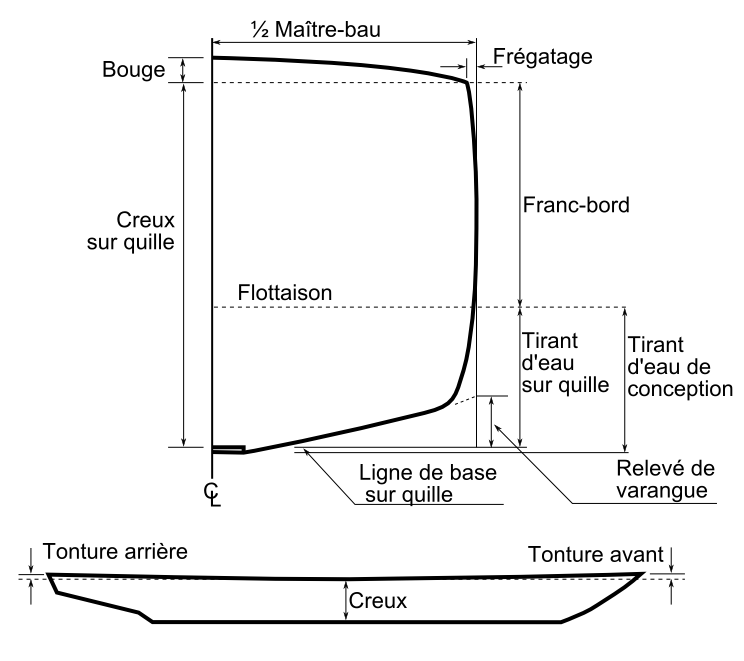
Mesure de la tonture à l'avant et à l'arrière sur une vue de profil.

La tonture d'un bateau désigne la courbure longitudinale du pont ; la courbure transversale est appelée le bouge. Par extension, la tonture désigne la différence de hauteur entre le point le plus bas et le point le plus haut du navire.
L'immense majorité des navires possèdent une tonture positive, c'est-à-dire que l'étrave et le tableau arrière sont plus élevés que le milieu du bateau ; la forme épouse ainsi la forme des vagues et donne une impression effilée et souvent plus esthétique. Une tonture positive permet aussi une meilleure résistance puisque l'avant possède un franc-bord plus élevé, protégeant mieux des vagues.
La tonture négative a cependant été adoptée sur certains voiliers récents, puisqu'elle permet de donner plus d'espace intérieur tout en réduisant potentiellement le fardage. Ce concept est aussi en application sur les coques spéciales dites « perceuses de vagues ».

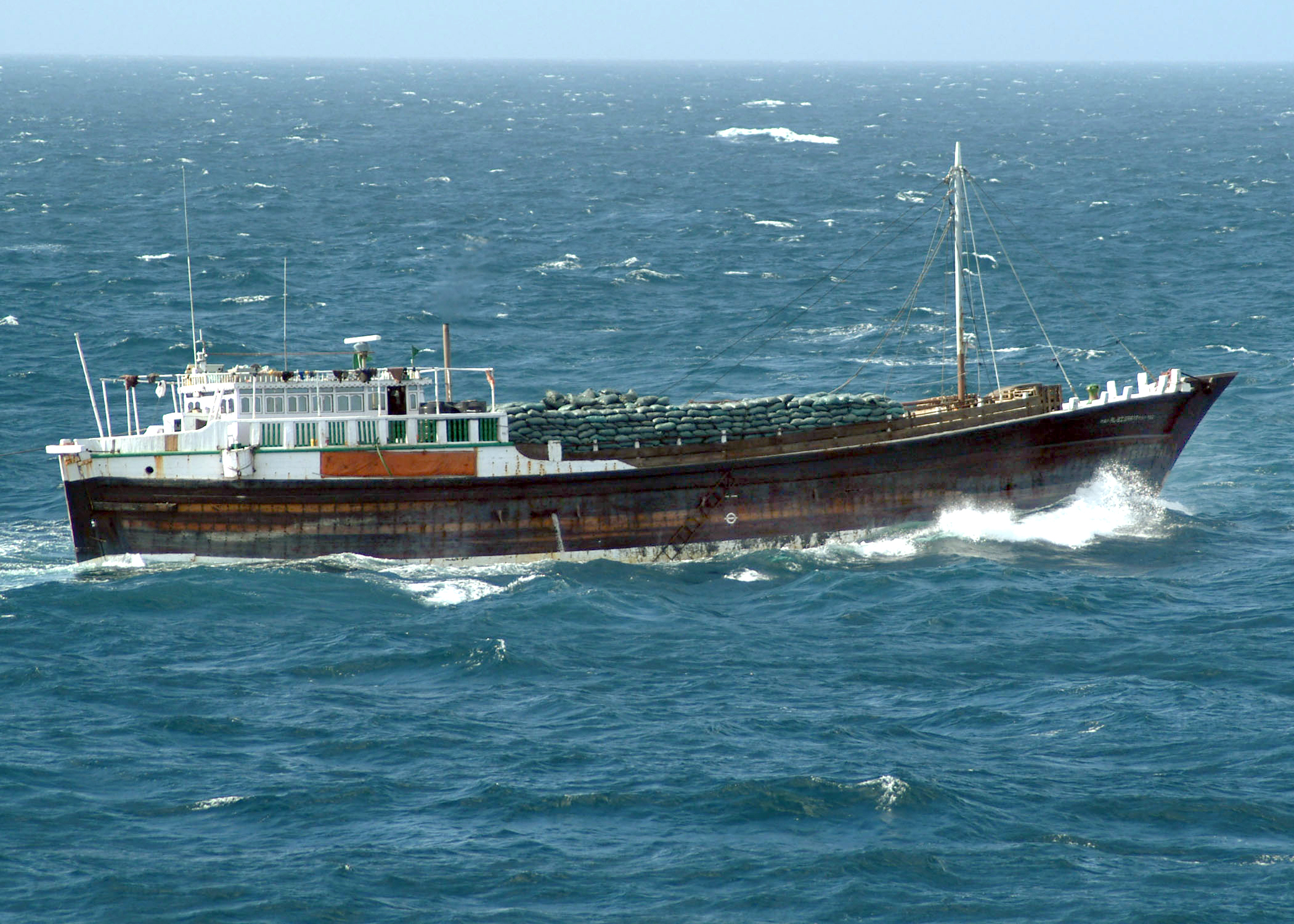
Ce boutre possède une tonture globalement positive malgré un aplatissement au niveau de la plage avant.
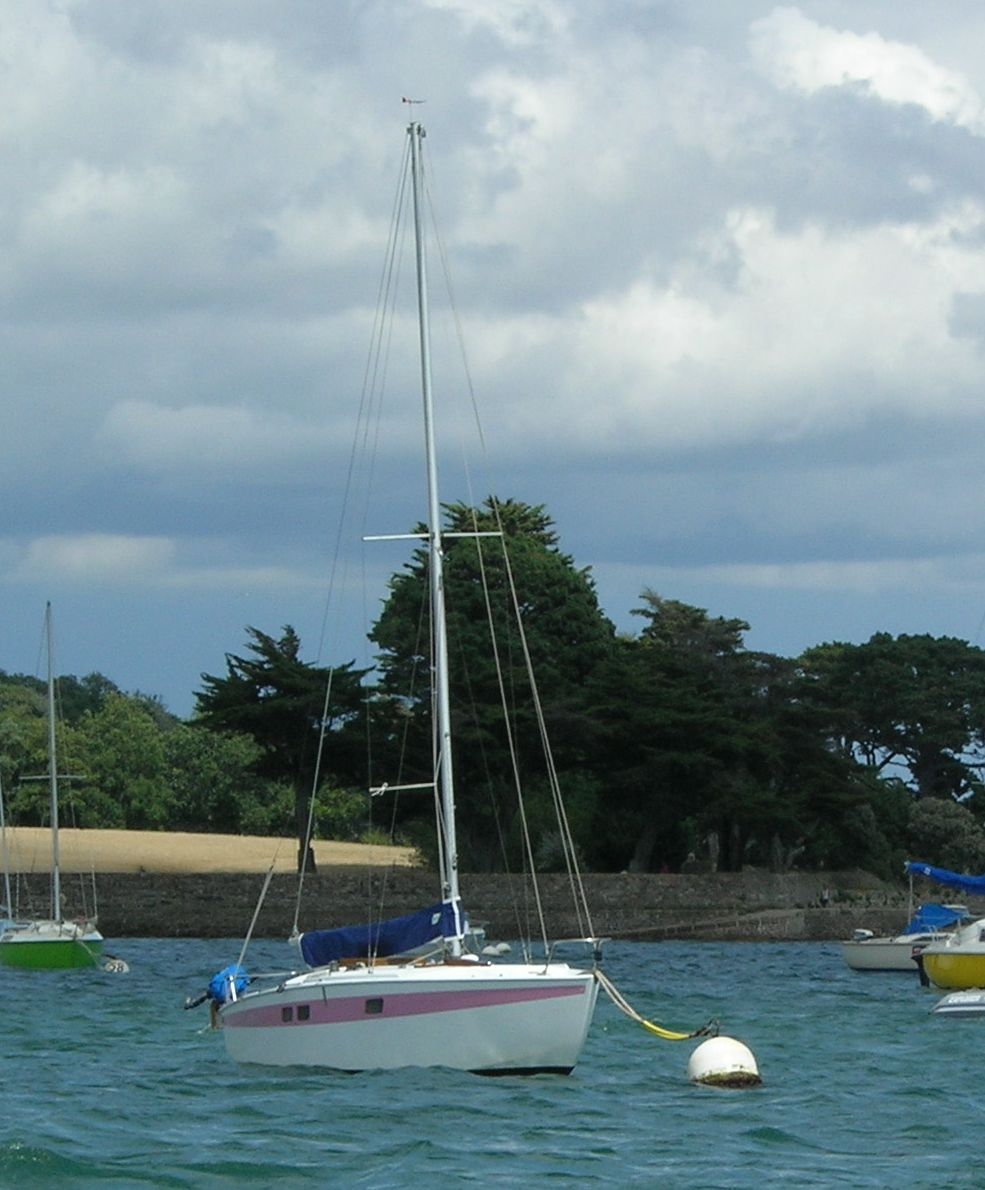
Le Muscadet possède une tonture négative.